# C6orf223
C6orf223 (англ. Chromosome 6 open reading frame 223) – білок, який кодується однойменним геном, розташованим у людей на 6-й хромосомі. Довжина поліпептидного ланцюга білка становить 242 амінокислот, а молекулярна маса — 26 113.
| 10         |  | 20         |  | 30         |  | 40         |  | 50         |
| ---------- |  | ---------- |  | ---------- |  | ---------- |  | ---------- |
| MMPLAEAGAL |  | AQGGGPSATE |  | WACILRRKTP |  | RHKQPTLLMV |  | RASRRSGKTS |
| AVLKAGRQSV |  | SGRKNSTSKD |  | LVTLGASSLR |  | EERGHPLHPR |  | HRKAVHLRTR |
| GRTRGWVQTL |  | ARMSRRTRGP |  | VERAAAAAAA |  | AAGGDAGHAP |  | FPPPPAADGA |
| RAPRSPGQVT |  | PRGLRLRLPR |  | RESLLRGLCR |  | PLRPLLGFRE |  | SDSAKPASLR |
| LLQHTPSARR |  | NYRIAGARLM |  | RSNYPPPLSS |  | AALRGAGPTR |  | RN         |

A: Аланін

C: Цистеїн

D: Аспарагінова кислота

E: Глутамінова кислота

F: Фенілаланін

G: Гліцин

H: Гістидин

I: Ізолейцин

K: Лізин

L: Лейцин

M: Метіонін

N: Аспарагін

P: Пролін

Q: Глутамін

R: Аргінін

S: Серин

T: Треонін

V: Валін

W: Триптофан

Задіяний у такому біологічному процесі, як альтернативний сплайсинг. 